# 16. Panzer-Division (Wehrmacht)
Die 16. Panzer-Division war ein beweglicher Großverband (Panzerdivision) der deutschen Wehrmacht im Zweiten Weltkrieg.

## Aufstellung
Die 16. Panzer-Division entstand ab August 1940 durch Teilung der 16. Infanterie-Division (die andere Nachfolgeeinheit war die 16. Infanterie-Division (mot.)) in Thüringen im Wehrkreis IX. Die offizielle Umbenennung in 16. Panzer-Division erfolgte zum 1. Dezember 1940. Ihr Heimatstandort wurde Münster im Wehrkreis VI.
Die Gliederung mit den für den Verband durchgeführten Neuaufstellungen war:
- Divisionsstab (Münster)
- Panzer-Regiment 2
- Schützen-Brigade 16 (aus Teilen des aufgelösten Stab / III. Bataillon / Schützen-Regiment 4)
  - Schützen-Regiment 64 (aus Neugliederung und Auffüllen des Infanterie-Regiment 64)
  - Schützen-Regiment 79 (aus Infanterie-Regiment 79)
- Kradschützen-Bataillon 16 (aus Neugliederung Maschinengewehr-Bataillon (mot.) 1 (Euskirchen))
- Pionier-Bataillon (mot.) 16
- Artillerie-Regiment (mot.) 16 (aus Teilen Art.Rgt. 16, I. Abteilung Art.Rgt. (mot.) 76 und schw. Art.Abt. (mot.) 644)
  - Heeres-Flak-Artillerie-Abteilung 274: von Juli 1942 bis zur Vernichtung 1943 als IV. Abteilung
- Panzer-Aufklärungs-Abteilung 16 (aus Aufklärungs-Abteilung (tmot.) 16 unter Eingliederung der 2. Kompanie / Aufklärungs-Abteilung (mot.) 57)
- Panzerjäger-Abteilung 16
  - 6. Kompanie des Fla-Bataillons 66 bildete 1941 die 4. Kompanie
- Nachrichten-Abteilung (mot.) 16
- Sonstige Versorgungstruppen mit der Nr. 16

### 1941–1942

#### Balkanfeldzug
Im Dezember 1940 fungierte die 16. Panzer-Division unter dem Code Lehrstab-R II als Lehr-Division in Rumänien für den Aufbau des dortigen Heeres. Während des Balkanfeldzugs diente sie als Reserve und wurde im Juni 1941 für den Angriff auf die Sowjetunion bereitgestellt.

#### Unternehmen Barbarossa

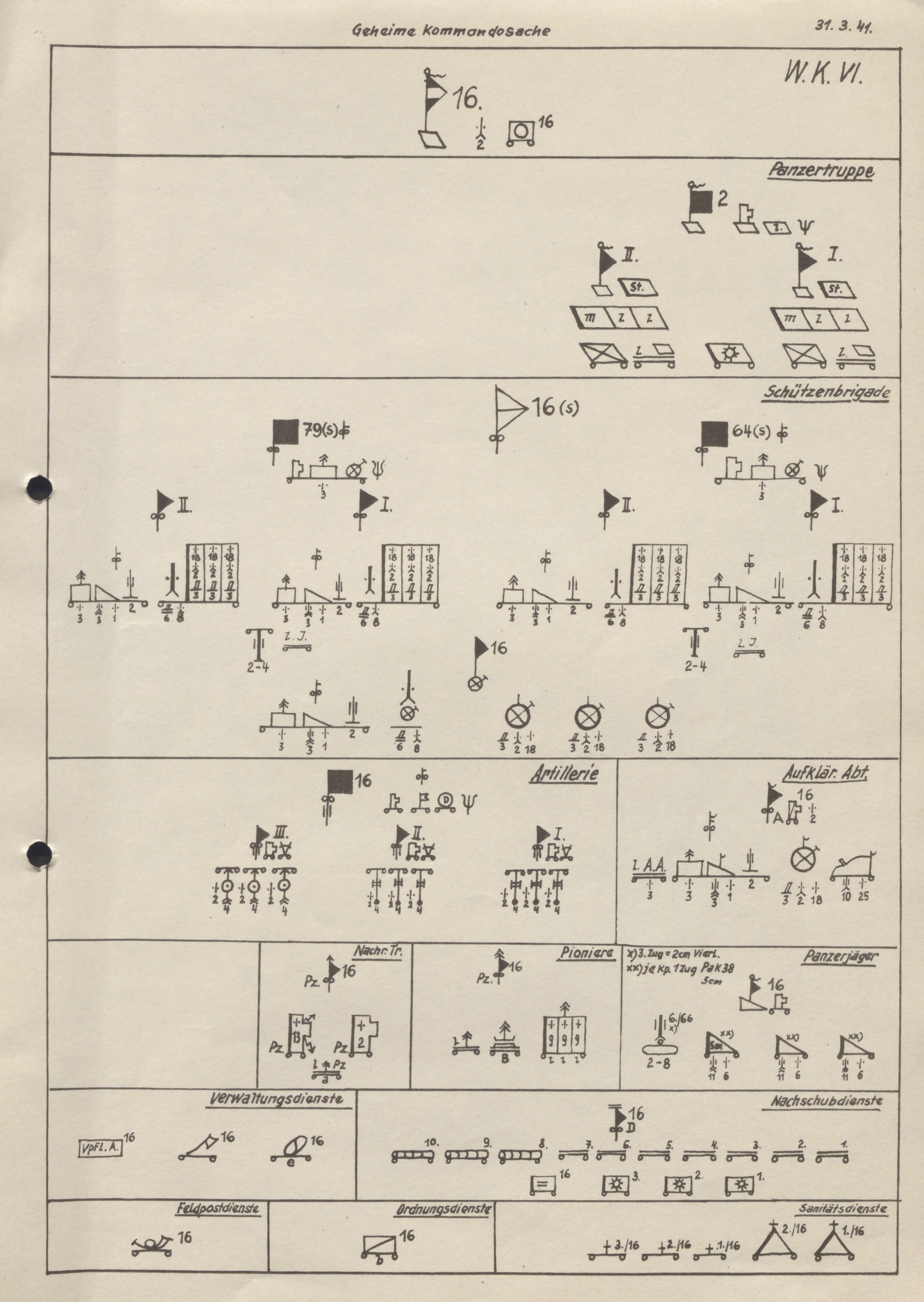
Gliederung der 16. Pz. Div. am 31. März 1941, taktische Zeichen

Nördlich von Tomaszów überquerte die 16. Panzer-Division den Bug und nahm an der Panzerschlacht bei Dubno-Luzk-Riwne teil. Es folgten die Kesselschlachten bei Uman und Kiew. Bei Perwomaisk wurde der Bug erneut überquert, dabei kam es zu Verfolgungskämpfen mit der Roten Armee im Dnepr-Bogen. Nachdem Nikolajew erobert war, konnte ein größerer Verband der Sowjetarmee bei Kiew eingeschlossen werden. In der Schlacht am Asowschen Meer vom 26. September bis zum 11. Oktober 1941 wurde ein weiterer operativer Erfolg verzeichnet. Im Donezbecken und ostwärts des Mius war die 16. Panzer-Division an weiteren Schlachten beteiligt. Weitere Stationen auf dem Vormarsch nach Stalingrad waren Barwenkowo, Charkow, Woltschansk und Isjum, bis die Division den mittleren Don erreichte.

#### Stalingrad
Beim Angriff auf Stalingrad hatte die 16. Panzer-Division den Auftrag, die Stadt im Norden abzuriegeln. Hierzu näherte sie sich über den Tatarengraben bis in die nördlichen Vororte. Die zu diesem Zeitpunkt noch nicht abgeschlossenen Verteidigungsmaßnahmen der Roten Armee begünstigten ein relativ zügiges Vorankommen. Die Aufklärungs-Abteilung erreichte am 23. August die Wolga – die 16. Panzer-Division war damit der erste deutsche Kampfverband der 6. Armee, dem ein Vorstoß bis zum Ufer des Flusses gelang. Dort musste die Einheit eine Igelstellung bilden, da die Verbindung zu den nachrückenden Infanterie-Divisionen durch den schnellen Vormarsch abgerissen war. Zu diesem Zeitpunkt verfügte die Division nur noch über 75 einsatzfähige Kampfpanzer, und auch die motorisierte Infanterie hatte bereits schwere Verluste erlitten.
Bei Spartanowka kam es bereits in der Anfangsphase zu den ersten Kämpfen gegen gut ausgebaute Stellungen der Roten Armee. Die Panzerangriffe brachen im sowjetischen Abwehrfeuer zusammen und T-34-Panzer drangen in die deutschen Stellungen ein. Am 24. August 1942 nahm die 16. Panzer-Division die Anlegestelle der Eisenbahnfähre und brachte dort ihre Artillerie in Stellung, so dass die Wolgafähren beschossen werden konnten. Die Infanterie konnte noch immer nicht nachrücken und die Flanken der 16. Panzer-Division wurden von Rotarmisten der 35. Schützen-Division eingeschlossen.
General Hube verkündete in dieser Situation folgenden Befehl:

„Die Knappheit an Munition und Treibstoff führt dazu, dass unsere einzige Chance darin liegt, nach Westen durchzubrechen. Ich weigere mich strikt, eine sinnlose Schlacht zu führen, die mit der Vernichtung meiner Truppen enden muss und erwarte daher den Befehl, nach Westen ausbrechen zu dürfen. Ich werde die volle persönliche Verantwortung für diesen Befehl übernehmen und werde ihn bei den zuständigen Stellen zu rechtfertigen wissen. Meine Herren, ich entbinde Sie hiermit von Ihrem Treueeid und überlasse Ihnen oder den Männern, denen Sie das Kommando übertragen, die Entscheidung. Es ist unmöglich, unsere Stellungen ohne Munition zu halten. Ich handle hiermit gegen den Führerbefehl.“

Die 60. Infanterie-Division (mot.) erreichte am 30. August 1942 ihr Ziel und unterstützte die eingeschlossene 16. Panzer-Division und 3. ID (mot.), welche sich befreien konnten.
Die 16. Panzer-Division war dem XIV. Panzerkorps unterstellt und hatte den Auftrag, zusammen mit der 60. und 3. ID (mot.) den nördlichen Flügel zwischen Don und Wolga gegen die 4. Panzerarmee, 1. Gardearmee, 24. und 66. Armee der Sowjetunion zu sichern. In dem ihr zugewiesenen Abschnitt in der Kotluban-Region bildeten die Panzersoldaten Igelstellungen am östlichen Ende des Korridors. Am 3. September 1942 kam es zu schweren wiederholten Angriffen der Sowjetarmee, die jedoch trotz einiger Durchbrüche insgesamt abgewehrt werden konnten. Dadurch wurden sie in anhaltende Kämpfe gebunden und konnten keine Verstärkungen für die Schlacht um die Stalingrader Vororte bereitstellen. Am 5. September 1942 begann eine erneute Großoffensive durch Malinowskis 66. Armee mit starker Artillerieunterstützung, T-34 und neuer US-amerikanischer M-3-Panzern, welche über das Leih- und Pachtgesetz verstärkt in die Sowjetunion geliefert wurden. Die Kampfgruppe Krumpen musste ihren Einsatzort um Rynok und Orlowka abziehen, um in der bedrohten Kotluban-Region einzugreifen. Am 11. September 1942 steigerten sich die Kämpfe um Höhe 1,6 und in der sogenannten „Tomatenschlucht“ südlich von Erzowka. Die Kompanien des Panzergrenadier-Regimentes 64 wurden dabei stark dezimiert. Als Folge dieser Offensive verblieben Rynok und Orlowka in sowjetischem Besitz und der Vorstoß des XIV. Panzerkorps in die nördlichen Industriekomplexe Stalingrads konnte nicht durchgeführt werden.
Die 16. Panzer-Division hatte den Auftrag, zusammen mit der 3. und 60. ID (mot.) den östlichen Landkorridor gegen die sowjetische 1. Gardearmee und die 66. Armee an der Stalingrader Front zu sichern. Dabei wurde der 16. PD der Sektor zwischen der Balka Suchaja Metschetka bis Akatowka an der Wolga und von Orlowka bis nach Rynok zugeteilt.
Die Gefechtsstärke der 16. Panzer-Division betrug am 14. September 1942: drei mittelstarke (500–700 Mann) und zwei durchschnittliche (400–500) Panzergrenadier-Bataillone, Panzerpionier-Bataillon 16 ebenfalls durchschnittlich (400–500). Am 25. September 1942 wurde Generalmajor Günther Angern mit Wirkung vom 15. September 1942 mit der Führung der Division beauftragt. Sein Vorgänger Hube wurde zum Kommandierenden General des XIV. Panzerkorps befördert. Zwischen dem 16. und dem 17. September 1942, als die Häuserkämpfe in Stalingrad-Mitte ihren Höhepunkt erreichten, eröffnete die Gruppe Gorochow im Norden eine Reihe von Gegenangriffen auf die Stellungen der 16. Panzer-Division um Hügel 101,3 und 135,4 nordwestlich von Spartanowka, welche aber ihr Ziel verfehlten, Kräfte des LI. Armeekorps beim Vormarsch auf den Stadtkern zu binden.

##### Kotluban-Offensive
Während der zweiten sowjetischen Kotluban-Offensive vom 18. September bis 2. Oktober 1942 griff Malinowskis 66. Armee mit etwa 34.000 Soldaten an der Divisionsgrenze zwischen der 3. ID (mot.) und der 16. Panzer-Division am Hügel 139,7 an. Ziel war es, sich mit den Verteidigern der 62. Armee um Orlowka zu vereinigen. Später verlagerten sich die Kämpfe westlich von Orlowka. Am 24. September 1942 drangen sie etwa einen Kilometer tief in die Verteidigungslinien der Panzer-Division ein, wobei das OKW den Abschuss von 36 sowjetischen Panzern vermeldete. Trotz Erfolgsmeldungen der Roten Armee berichtete die 16. Panzer-Division am 25. September 1942 von weiteren 31 vernichteten Feindpanzern und dass der Angriff bei Erlowka abgeschlagen worden sei. Als Folge der schweren Kämpfe sank die Kampfstärke der 16. Panzer-Division am 5. Oktober 1942 auf drei mittelstarke (500–700 Mann), ein durchschnittliches (400–500) und ein schwaches (300–400) Panzergrenadier-Bataillon.

##### Reduktion des Orlowka-Frontbogens
Ein weiteres Schwerpunktziel der 6. Armee war die Reduktion des Orlowka-Frontbogens, welcher allein von der 16. Panzer-Division und der 60. ID (mot.) nicht erreicht werden konnte, so dass die Angriffskräfte durch die 389. und die 94. Infanterie-Division verstärkt werden mussten. Die 16. Panzer-Division war bei dieser Operation gegen die Eisenbahnlinie südöstlich von Goroditschte eingesetzt. Der Einsatzraum der Division von Angerns befand sich im Nordabschnitt zwischen den Hügeln 135,4 und 144,4. Orlowka sollte am 28./29. September 1942 von Norden und Osten mit gemischten Kampfgruppen der 16. Panzer-Division und der 60. ID (mot.) in Kompanie- bis Bataillonsstärke eingenommen werden. Dem Angriff gingen schwere Luftangriffe voraus. Teile des Panzergrenadier-Regimentes 79 bewegten sich von Hügel 135,4 in Richtung Orlowka und drängten die sowjetische 115. Schützen-Brigade in den nördlichen Außenbezirk der Ortschaft zurück. Dennoch waren die Kräfte der 16. Panzer-Division und der 389. Infanterie-Division zunächst zu schwach, um die Verbände der Roten Armee zu isolieren und einzuschließen. Am 30. September nahm der Druck kontinuierlich zu und es konnten zwei Kessel gebildet werden. Nach zwei Sturmangriffen konnte die 16. Panzer-Division am 1. Oktober 1942 die Einnahme des Großteils von Orlowka vermelden. Am 3. Oktober mussten die deutschen Offensivkräfte bei Orlowka ausgedünnt werden, um genügend Soldaten für den Vormarsch auf das Traktorenwerk in Stalingrad bereitzustellen. Mit gebündelten Kräften aus der 16. Panzer-Division, der 60. ID (mot.) und der Gruppe Stachel sollte am 4. Oktober 1942 der letzte sowjetische Widerstand gebrochen werden. Dies gelang nur teilweise, da einige sowjetische Bataillone sich südlich des Flusses Mokraja Metschetka absetzen konnten. Massive Salven aus Katjuscha-Raketenwerfern verhinderten den totalen Zusammenbruch der Roten Armee an der Orlowka-Front.

##### Spartanowka und Rynok
In den ersten Oktobertagen setzte die Gruppe Gorkhow (124. und 149. Schützen-Brigade sowie 282. NKWD-Schützen-Regiment) ihre Zermürbungs- und Abnutzungstaktik gegen die 16. Panzer-Division nordwestlich von Rynok und Spartanowka fort. Nach den Orlowka-Kämpfen war die Sollstärke der 16. Panzer-Division (ähnlich wie bei der 14. Panzer-Division und 24. Panzer-Division auch) auf weit unter 1000 Soldaten gesunken, teilweise waren nur noch 20 bis 50 Kampfpanzer im Einsatz, was Paulus’ Pläne einer raschen Eroberung des Stalingrader Nordbezirks stark gefährdete. Während der Vorbereitungen des Großangriffs auf das Traktorenwerk erhielt die 16. Panzer-Division den Auftrag, sowjetische Verbände um Hügel 135,4, Rynok und Spartanowka zu vernichten und die linke Flanke der Kampfgruppe Jaenecke zu sichern, welche südlich der Mokraia Metschetka gegen das Traktorenwerk marschierte. Im Einsatz waren die Kampfgruppe Krumpen (2. Btl./79. PzGren-Regiment, 1. Btl./64. PzGren-Regiment), eine Panzerschwadron und PiBtl. 651. Gemäß Verlautbarungen der Heeresgruppe B gelang es Teilen der 16. Panzer-Division am 15. Oktober 1942, in Rynok einzubrechen. Die Gruppe Gorochow hatte sich in dreiwöchiger Schanzarbeit bei Rynok, Spartanowka und am Hügel 134,5 eingegraben. Die am stärksten verteidigten Stellungen setzten sich aus einem System von Schützengräben und Erdbunkern entlang eines Höhenzuges nördlich von Spartanowka zusammen, welches von den Deutschen als „Kleiner und Großer Pilz“ bezeichnet wurde. Ein gemischter Verband aus der Kampfgruppe Krumpen, dem IR 267/94. der Infanterie-Division und der Gruppe Strehlke versuchten in mehreren Anläufen, diese Verteidigungsanlagen zu werfen. Die Sturmangriffe erfolgten zumeist in der Morgendämmerung, PzGren-Regiment 79 konnte kurzzeitig die Hügelkuppe des „Kleinen Pilz“ besetzen, ein weiterer Angriff scheiterte am „Großen Pilz“ (eine auf 350 m × 120 m ausgedehnte Bunkeranlage). Zur gleichen Zeit entbrannten in Rynok durch den Vormarsch des Bataillons Strehlke erbitterte Häuserkämpfe um jede Straße und jeden Platz. Strehlke musste den Angriff wegen zu starker Verluste abbrechen. Am 16. Oktober 1942 drang das Panzergrenadier-Regiment 64 in die Schützengräben am „Kleinen und Großen Pilz“ ein und konnte das Areal nach hartnäckigen Kämpfen und schweren Verlusten in Besitz nehmen. Dabei fielen etwa 200 Rotarmisten. Nach diesem Sieg erhielt die 16. Panzer-Division den Befehl, in Spartanowka einzumarschieren. Dieser Vorstoß kam in den nordwestlichen Vororten Spartanowkas bereits zum Stillstand. Gegen Ende Oktober 1942 konzentrierte sich die 16. Panzer-Division zwischenzeitlich auf die Bedrohung durch die sowjetische 66. Armee im Norden an der Suchaja Metschetka Balka (ukrainische Lößschlucht/Erosionsrinne), wo sie Abwehrstellungen mit Riegeln aus Mörsern und Maschinengewehrpositionen aushoben. Die stark befestigen Stellungen hielten Rokossowskis Donfront vorübergehend von einer weiteren blutigen Gegenoffensive ab.
Die Kampfstärke der 16. Panzer-Division betrug am 19. Oktober 1942: 1 mittelstarkes (500–700 Mann), 1 durchschnittliches (400–500) und 2 schwache (300–400) Bataillone. Am 25. Oktober 1942 wurde die Zerschlagung der letzten sowjetischen Widerstands in der Gegend von Spartanowka gemeldet, tatsächlich hielten sich jedoch noch hunderte von Rotarmisten in den zerklüfteten Balkas zwischen Rynok und Spartanowka auf. Rynok selbst wurde noch von zwei Schützen-Brigaden mit „fanatischem“ Widerstand verteidigt. Am 31. Oktober 1942 wurde ein verstärktes Bataillon der 300. SD in einer amphibischen Operation am Westufer der Wolga abgesetzt, um die Lataschanka-Region nördlich von Rynok zurückzuerobern. Am Anleger und an der Wolga-Bahnstation entbrannten heftige Kämpfe und der erste Brückenkopf wurde abgeschlagen. Kurze Zeit später erfolgte eine zweite Landung mit Panzerunterstützung, die ebenfalls zurückgedrängt werden konnte. Leutnant Gerke erhielt das Ritterkreuz für die Verteidigung des Wolgaufers in diesem Abschnitt. Von den 900 an der Landungsoperation beteiligten Rotarmisten fielen die meisten oder wurden schwer verwundet, nur sehr wenige überlebten.
Ein Angehöriger der 16. Panzer-Division berichtete später über die Lage der Division nach den Kämpfen:

„Die Kompanien sind ausgeblutet. Die Überlebenden sind völlig erschöpft und abgekämpft. Waffen und Material sind verschlissen. Nachschub und Ergänzung wäre die neue Aufgabe, dies erlaubte die Lage jedoch nicht, da die Schlacht um Stalingrad noch nicht erfolgreich zum Abschluß gebracht wurde.“

Während der Operation Hubertus im November 1942 spielte die 16. Panzer-Division mit ihren 50 Kampfpanzern keine tragende Rolle mehr im Kampf um den Stalingrader Industriebezirk. Paulus und Weichs wollten jedoch keine Kräfte zu den in Bedrängnis geratenen italienischen und rumänischen Divisionen an der Donfront entsenden, da der angestrebte finale Sieg in Stalingrad noch nicht errungen war. Am 17. November 1942 wurde ein letzter Versuch unternommen, Rynok endgültig zu erobern, obwohl diese Absicht von den meisten Offizieren bereits als sinnlos eingestuft wurde, da sich im Hintergrund eine große sowjetische Streitmacht (zur Vorbereitung der Operation Uranus) aufbaute. Die Pioniere mussten zunächst Gassen für die Panzer sprengen und sowjetische Stellungen in den Kellern bekämpfen. Während eines Schneesturmes rückten zwei Kampfgruppen mit den letzten 25 Panzern der 16. Panzer-Division auf die Abwehrstellungen in Rynok vor. Schlechte Sicht und geballtes sowjetisches Abwehrfeuer verhinderten die Vereinigung der beiden Gruppen; ein Gegenangriff trieb die Angreifer aus dem Nordwestsektor der Ortschaft, dabei verlor die 16. Panzer-Division 122 Soldaten. Erst am 19. November, direkt zu Beginn der sowjetischen Großoffensive „Uranus“ und der Einkesselung der gesamten 6. Armee, erlaubte das XIV. Panzerkorps den Rückzug.
Eine Art Epitaph aus der Divisionsgeschichte der 16. Panzer-Division beschrieb die verzweifelte Lage wie folgt:

„Die Operation der Division gegen Rynok schlug fehl. Die schweren Verluste haben erneut die Feuerkraft geschwächt. 4000 ihrer tapfersten Soldaten liegen entlang der Eisenbahnlinie von Frolow bis Stalingrad. Ein weites Feld aus Grabkreuzen erhebt sich aus der weißen Steppe. Zu diesem Zeitpunkt brach eine neue Phase der Stalingradschlacht an.“

Im Januar 1943 wurde die gesamte Division im Kessel von Stalingrad vollständig zerschlagen und die Masse der Mannschaften war gefallen oder ging in Gefangenschaft.

### Wiederaufstellung

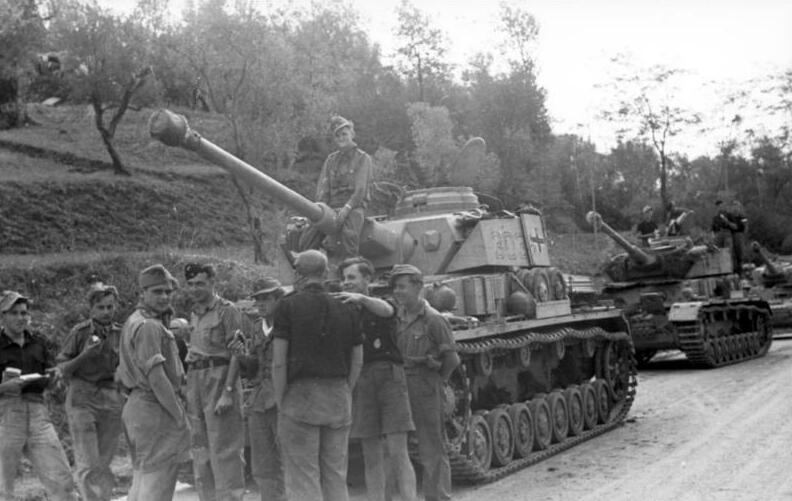
Italien, 1943. Besatzung von Panzer IV der 16. Panzer-Division

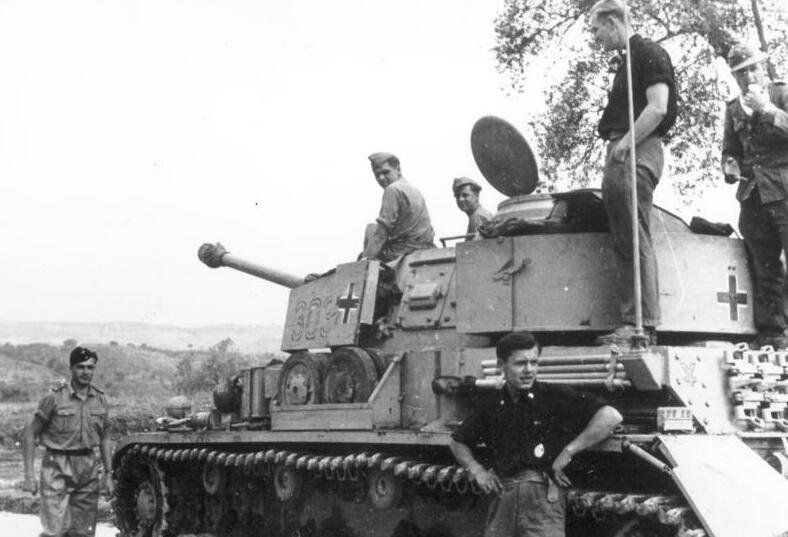
Italien, 1943. Besatzung eines Panzer IV der 16. Panzer-Division

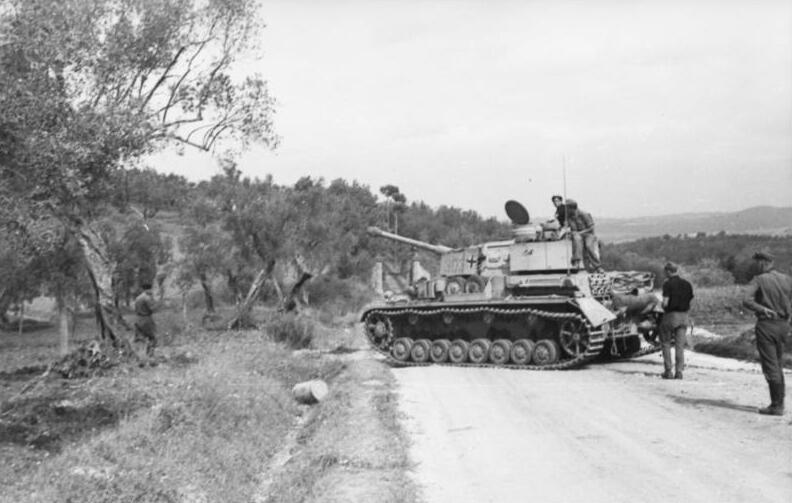
Italien, 1943. Besatzung von Panzer IV der 16. Panzer-Division

Für die Kämpfe an der Westfront wurde die 16. Panzer-Division im März 1943 in der Bretagne/Frankreich neu aufgestellt. Ihr wurde der Hauptteil des verstärkten motorisierten Grenadier-Regimentes 890 zugeführt und im Mai 1943 war die Panzer-Division erneut einsatzfähig.

### 1943

#### Italien
Während der alliierten Landung in Italien kämpfte die 16. Panzer-Division in den Schlachten um Salerno und um die Zugänge von Neapel.

#### Salerno
Als Truppen der 5. US-Armee am 9. September 1943 im Golf von Salerno gelandet waren (Operation Avalanche ), griffen Kräfte der 16. Panzer-Division sie sofort an. Bei der Abwehr dieses Angriffs erlitten die US-Truppen schwere Verluste.

#### Verlegung in die Sowjetunion
Im November und Dezember 1943 verlegte die 16. Panzer-Division erneut an die Ostfront und erreichte am 13. Dezember 1943 Bobruisk in Weißrussland.

#### Reserve der 9. Armee
Sie wurde zunächst zwei Wochen als Armeereserve des AOK 9 als 'Feuerwehr' an der Front eingesetzt.

### 1944–1945
Anfang 1944 wurde die Division nach Süden in den Raum Schepetowka-Winniza verlegt, um an der Rückeroberung von Tscherkassy mitzuwirken. Nach schweren Abwehrkämpfen nördlich von Uman wurde die Division Anfang März 1944 bei Winniza aufgefrischt. Nach Abwehrkämpfen zwischen Proskuroff und Tarnopol wurde die Division im März 1944 im Hube-Kessel eingeschlossen.

#### Hube-Kessel
Als Stoßkeil zum Ausbruch Richtung Westen angesetzt. Am 16. April 1944 erreichte sie die eigenen Linien.
Im Juli 1944 wurde die Division zur Abwehr russischer Truppen östlich des Bug bei Poryck und Rykowicze eingesetzt. Am 1. August 1944 verlegte die Division in den Raum Krakau, um einen russischen Brückenkopf an der Weichsel bei Baranow einzudrücken, was teilweise gelang. Am 16. Oktober 1944 verlegte die Division in den Auffrischungsraum Kielce.
Die 16. Panzer-Division wurde im Dezember 1944 an das XXIV. Panzerkorps angeschlossen und führte nur noch ein Panzergrenadier-Regiment. Vom 12. Januar 1945 bis zum 3. Februar 1945 rückte die Rote Armee auf breiter Front vor (Weichsel-Oder-Operation) und brach aus dem Baranow-Brückenkopf aus.

#### Auffrischung 1945
Abgenutzt durch die Kämpfe wurde die 16. Panzer-Division im Februar 1945 mit der Panzer-Division Jüterbog aufgefrischt.

#### Rückzugskämpfe durch Böhmen und Mähren
Im März 1945 musste sie nach Süden in das Protektorat Böhmen und Mähren ausweichen.

#### Kapitulation
Ein Teil der 16. Panzer-Division kapitulierte vor Truppen der Roten Armee, ein anderer Teil im April 1945 Teil vor der US-Armee im Raum Brünn in Mähren.

## Gliederung
| 16. Panzer-Division                                                                           | 16. Panzer-Division                                                            | 16. Panzer-Division                                                   |
| zur Aufstellung 1940                                                                          | 1941 an der Ostfront                                                           | 1943 an der Ostfront                                                  |
| --------------------------------------------------------------------------------------------- | ------------------------------------------------------------------------------ | --------------------------------------------------------------------- |
| Panzer-Regiment 2                                                                             |                                                                                |                                                                       |
| Schützen-Brigade 16 - Schützen-Regiment 64 - Schützen-Regiment 79                             | Schützen-Brigade 16 - Schützen-Regiment 64 - Schützen-Regiment 79              | - Panzergrenadier-Regiment 64 - Panzergrenadier-Regiment 79           |
| Kradschützen-Bataillon 16                                                                     |                                                                                |                                                                       |
| Artillerie-Regiment 16 (bis zur Umbenennung im Juli 1942)                                     | Artillerie-Regiment 16 (bis zur Umbenennung im Juli 1942)                      | Panzer-Artillerie-Regiment 16                                         |
| Panzer-Aufklärungs-Abteilung 16 (im September 1941 aufgelöst und im Mai 1943 neu aufgestellt) |                                                                                |                                                                       |
|                                                                                               |                                                                                | Heeres-Flak-Artillerie-Abteilung 274 (im Mai 1943 erneut aufgestellt) |
| Panzerjäger-Abteilung 16 (im Januar 1943 vernichtet und im Frühjahr 1943 neu aufgestellt)     |                                                                                |                                                                       |
| Panzer-Pionier-Bataillon 16                                                                   |                                                                                |                                                                       |
| Panzer-Nachrichten-Abteilung 16 (im Januar 1943 vernichtet und im März 1943 neu aufgestellt)  |                                                                                |                                                                       |
|                                                                                               | Feldersatz-Bataillon 16 (von März 1941 bis Anfang 1942 und erneut ab Mai 1943) |                                                                       |
| Panzer-Versorgungstruppen 16                                                                  |                                                                                |                                                                       |

## Kommandeure
| Dienstgrad                   | Name                       | Datum                                                              |
| ---------------------------- | -------------------------- | ------------------------------------------------------------------ |
| Generalmajor/Generalleutnant | Hans-Valentin Hube         | 01. November 1940 bis 14. September 1942                           |
| Generalmajor                 | Günther Angern             | 15. bis 30. September 1942 (mit der Führung beauftragt)            |
| Generalmajor/Generalleutnant | Günther Angern             | 01. Oktober 1942 bis 2. Februar 1943                               |
| Oberst                       | Burkhart Müller-Hillebrand | März 1943 (als „Kommandeur des Aufstellungsstabes“)                |
| Generalmajor                 | Rudolf Sieckenius          | 05. Mai 1943                                                       |
| Oberst                       | Hans-Ulrich Back           | 01. November 1943 bis 31. Januar 1944 (mit der Führung beauftragt) |
| Generalmajor                 | Hans-Ulrich Back           | 01. Februar bis 11. August 1944                                    |
| Generalmajor                 | Dietrich von Müller        | 12. August 1944 bis 19. April 1945 (durch Partisanen entführt)     |
| Oberst                       | Theodor Kretschmer         | März 1945 (mit der Führung beauftragt)                             |
| Oberst                       | Kurt Treuhaupt             | 19. April 1945 (mit der Führung beauftragt)                        |

## Bekannte Divisionsangehörige
- Udo von Alvensleben (1897–1962), Kunsthistoriker
- Bern von Baer (1911–1981), war von 1964 bis 1968, als Generalmajor des Heeres der Bundeswehr, Stellvertreter des Kommandierenden Generals des III. Korps in Koblenz
- Ruprecht von Butler (1924–2024), war von 1981 bis 1985 als Generalmajor des Heeres der Bundeswehr Befehlshabers des Wehrbereichs V in Stuttgart
- Curt Ludwig Ehrenreich von Burgsdorff (1886–1962), Gouverneur von Krakau im Generalgouvernement und verurteilter Kriegsverbrecher
- Karl-Hans Giese (1904–1980), war ab 1954 Direktor der Nordamerikavertretung von Daimler-Benz
- Bernd Freytag von Loringhoven (1914–2007), war von 1971 bis 1972, als Generalleutnant des Heeres der Bundeswehr, stellvertretender Generalinspekteur der Bundeswehr
- Burkhart Müller-Hillebrand (1904–1987) war von 1961 bis 1965, als Generalleutnant des Heeres der Bundeswehr, stellvertretender Chef des Stabes im Supreme Headquarters Allied Powers Europe (SHAPE) der NATO und Buchautor
- Hans-Gotthard Pestke (1914–2001), war von 1962 bis 1965, als Oberst des Heeres der Bundeswehr, Kommandeur der Luftlandebrigade 25

## Erinnerung
1961 wurde in Münster ein Ehrenmal für die Gefallenen der 16. Panzer- und Infanterie-Division errichtet. Das sogenannte Stalingrad-Denkmal befindet sich in einer Grünanlage am Parkplatz Münzstraße hinter Hausnummer 1a an der Promenade.